# 4903 Ітікава
4903 Ітікава (4903 Ichikawa) — астероїд головного поясу, відкритий 20 жовтня 1989 року.
Тіссеранів параметр щодо Юпітера — 3,181.